# Mișcarea armeană de eliberare națională
Mișcarea armeană de eliberare națională (armeană Հայ ազգային-ազատագրական շարժում Hay azgayin-azatagrakan sharzhum) a urmărit înființarea unui stat armean. A inclus mișcări sociale, culturale, dar în principal politice și militare care au atins apogeul în timpul Primului Război Mondial și ai anilor ulteriori.
Influențată de iluminism și de dezvoltarea naționalismului în cadrul Imperiului Otoman, mișcarea națională armeană s-a dezvoltat la începutul anilor 1860. Apariția sa a fost similară cu cele ale altor mișcări ale națiunilor balcanice, mai ales cu cea a revoluționarilor greci care au luptat în Războiul de Independență al Greciei. Elita armenească și variate grupări militante au urmărit să apere populația armeană majoritar rurală din estul imperiului otoman de musulmani, ei fiind creștini, dar scopul principal era la început de a stimula reforme în Cele șase vilayete, iar când aceasta a eșuat, noul scop suprem a fost de crea un stat armean pe teritoriile populate de armeni controlate la acea vreme de Imperiul Otoman și Imperiul Rus.
De la sfârșitul anilor 1880, mișcarea s-a angajat într-un război de gherilă cu guvernul otoman și trupele neregulate kurde în regiunile de est ale imperiului, fiind condusă de trei partide politice armenești numite Partidul Social-Democrat Hunceac⁠(d), Partidul Armenakan⁠(d) și Federația Revoluționară Armeană. În general, armenii au văzut în Rusia un aliat natural în lupta împotriva turcilor, deși Rusia a avut o politică opresivă în Caucaz. Doar după ce și-a pierdut prezența în Europa în urma războaielor balcanice, guvernul otoman a fost nevoit să semneze pachetul armean de reforme⁠(d) la începtul lui 1914, care a fost întrerupt de Primul Război Mondial. 
În timpul Primului Război Mondial, armenii ce locuiau în Imperiul Otoman au fost exterminați sistematic de guvern prin Genocidul Armean. Potrivit unor estimări, din 1894 până în 1923, în jur de 1,500,000—2,000,000 de armeni au fost uciși de Imperiul Otoman. După ce decizia de a-i extermina pe armeni a fost luată de Ministerul de Interne al Imperiului Otoman și a fost implementată prima dată în urma Directivei 8682 din 25 februarie 1915, zeci de mii de armeni din Rusia s-au alăturat armatei ruse ca unități voluntare armene⁠(d), rușii promițându-le autonomia. Prin 1917, Rusia controla multe teritorii populate de armeni din Imperiul Otoman. După Revoluția din Octombrie, trupele rusești s-au retras, lăsând trupele neregulate armene singura împotriva turcilor. Consiliul Național Armean⁠(d) a proclamat Republica Armenia pe 28 mai 1918, înființând așadar un stat armean pe teritoriile populate de armeni din Caucazul de Sud.
În jurul anului 1920, guvernul bolșevic din Rusia și Guvernul Ankarei⁠(d) au ajuns cu succes la putere în țările lor. Revoluționarii turci au ocupat cu succes jumătatea occidentală a Armeniei, în timp ce Armata Roșie a invadat și anexat Republica Armenia în decembrie 1920. În 1921, a fost semnat un tratat de prietenie între Rusia bolșevică și Turcia kemalistă. Teritoriile Armeniei controlate anterior de Rusia au fost în cea mai mare parte anexate de Uniunea Sovietică, teritorii pe care s-a înființat Republica Sovietică Socialistă Armenească. Sute de mii de refugiați de genocid s-au regăsit în Orientul Mijlociu, Grecia, Franța și SUA, dându-se start unei noi epoci pentru diaspora armenească. Armenia Sovietică a existat până în 1991, când Uniunea Sovietică s-a dezintegrat și a fost înființată actuala (a treia) Republică Armeană.